# Australijczyk Roku

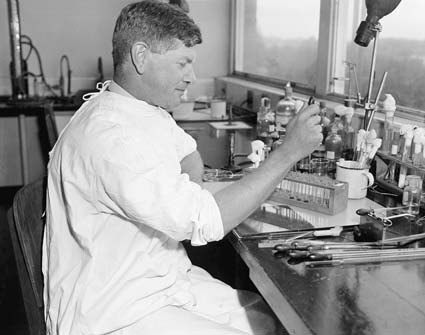
Frank Macfarlane Burnet, pierwszy Australijczyk Roku

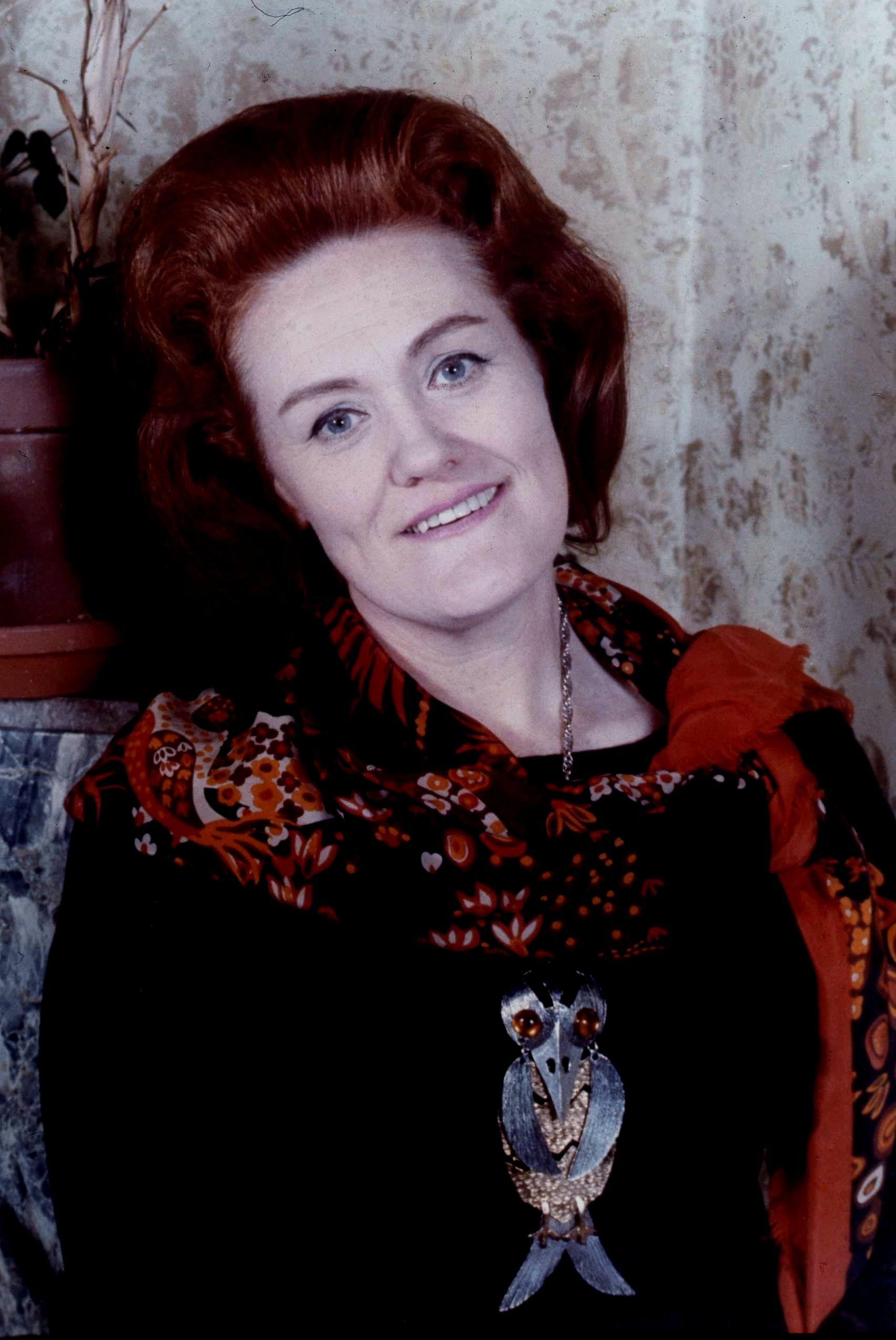
Joan Sutherland, Australijka Roku 1961

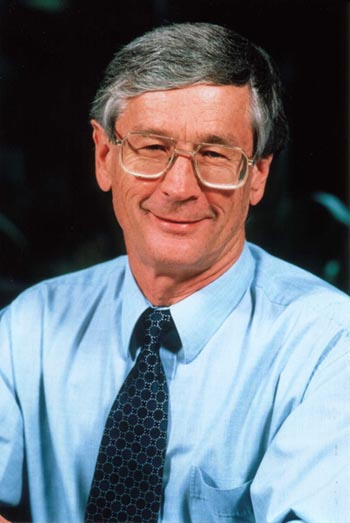
Dick Smith, Australijczyk Roku 1986

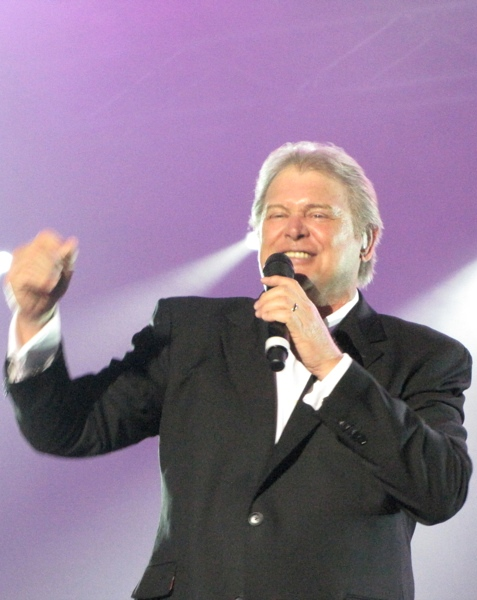
John Farnham, Australijczyk Roku 1987

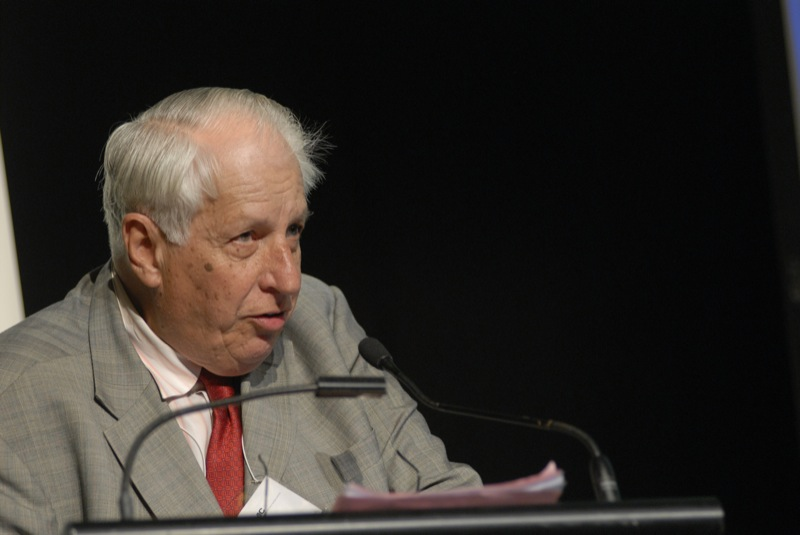
Gustav Nossal, Australijczyk Roku 2000

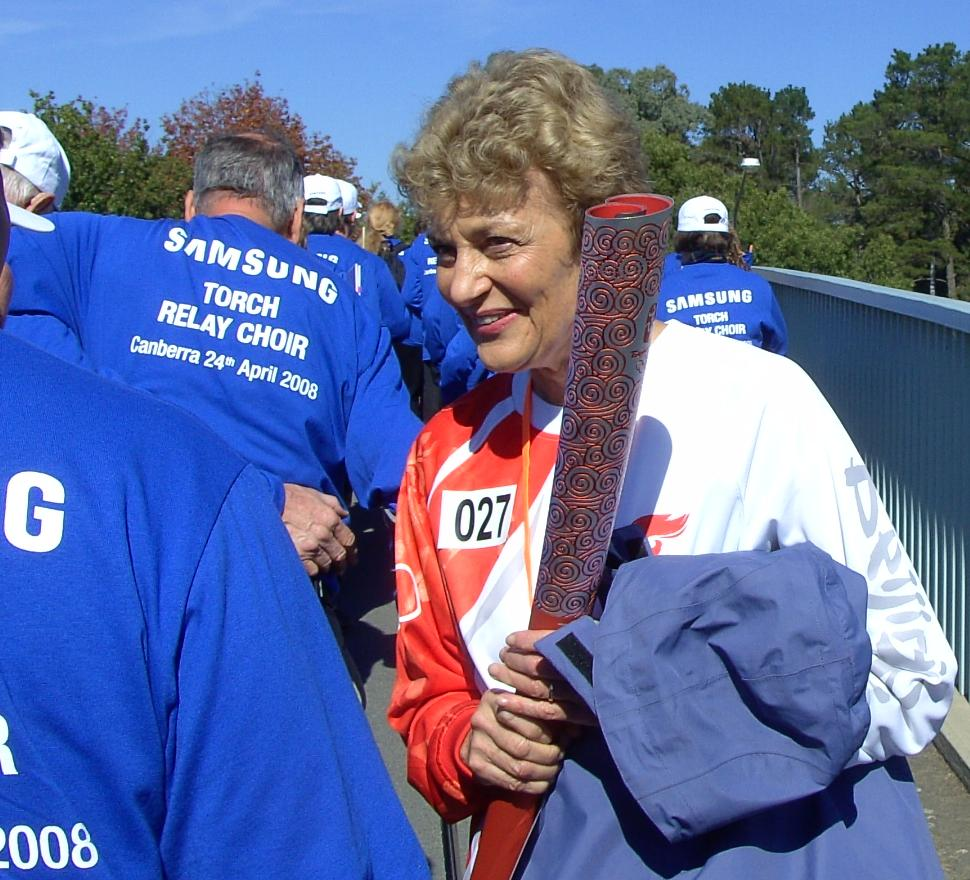
Fiona Stanley, Australijka Roku 2003

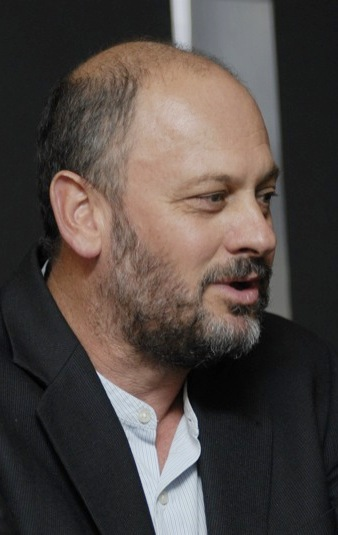
Tim Flannery, Australijczyk Roku 2007

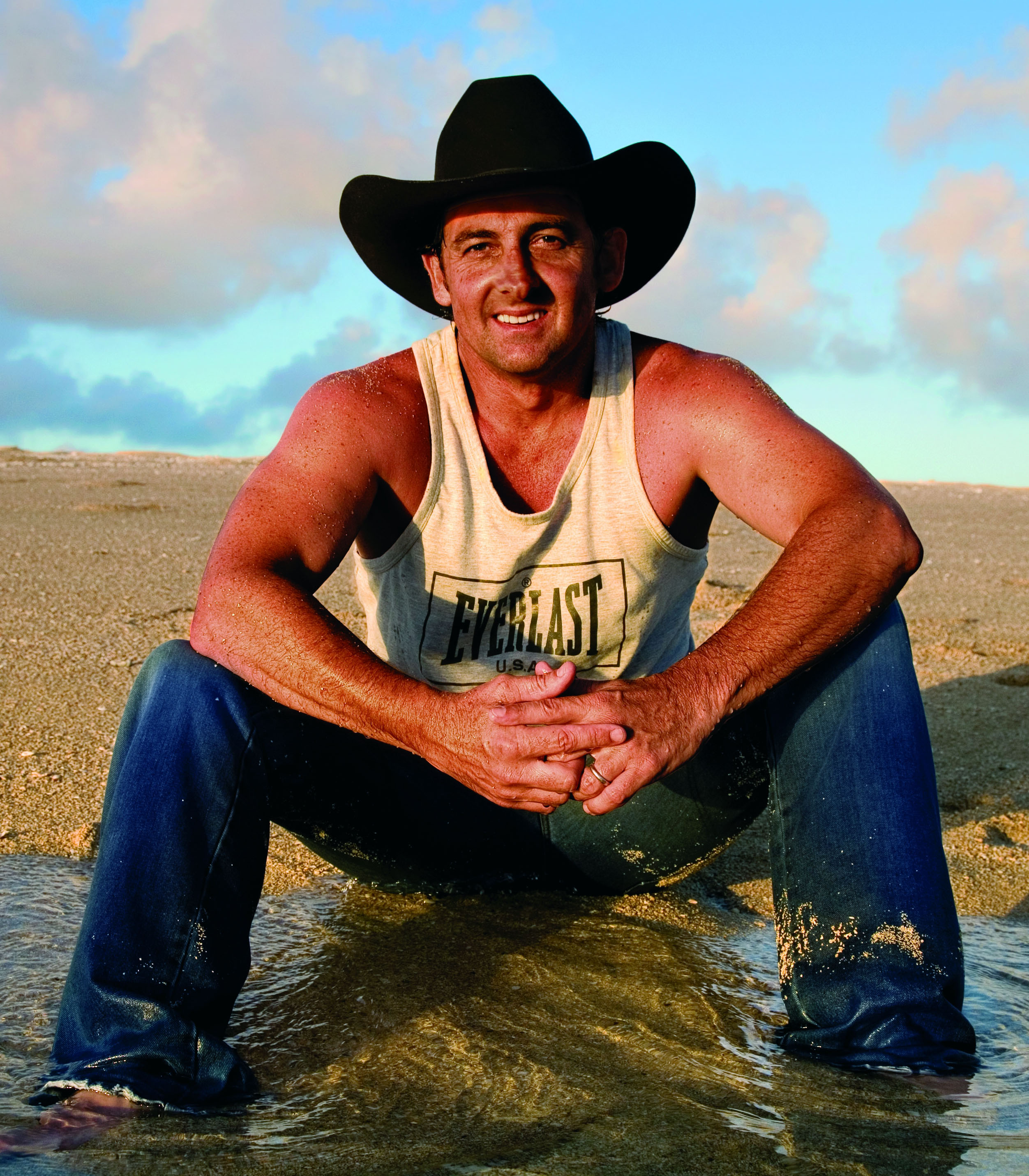
Lee Kernaghan, Australijczyk Roku 2008

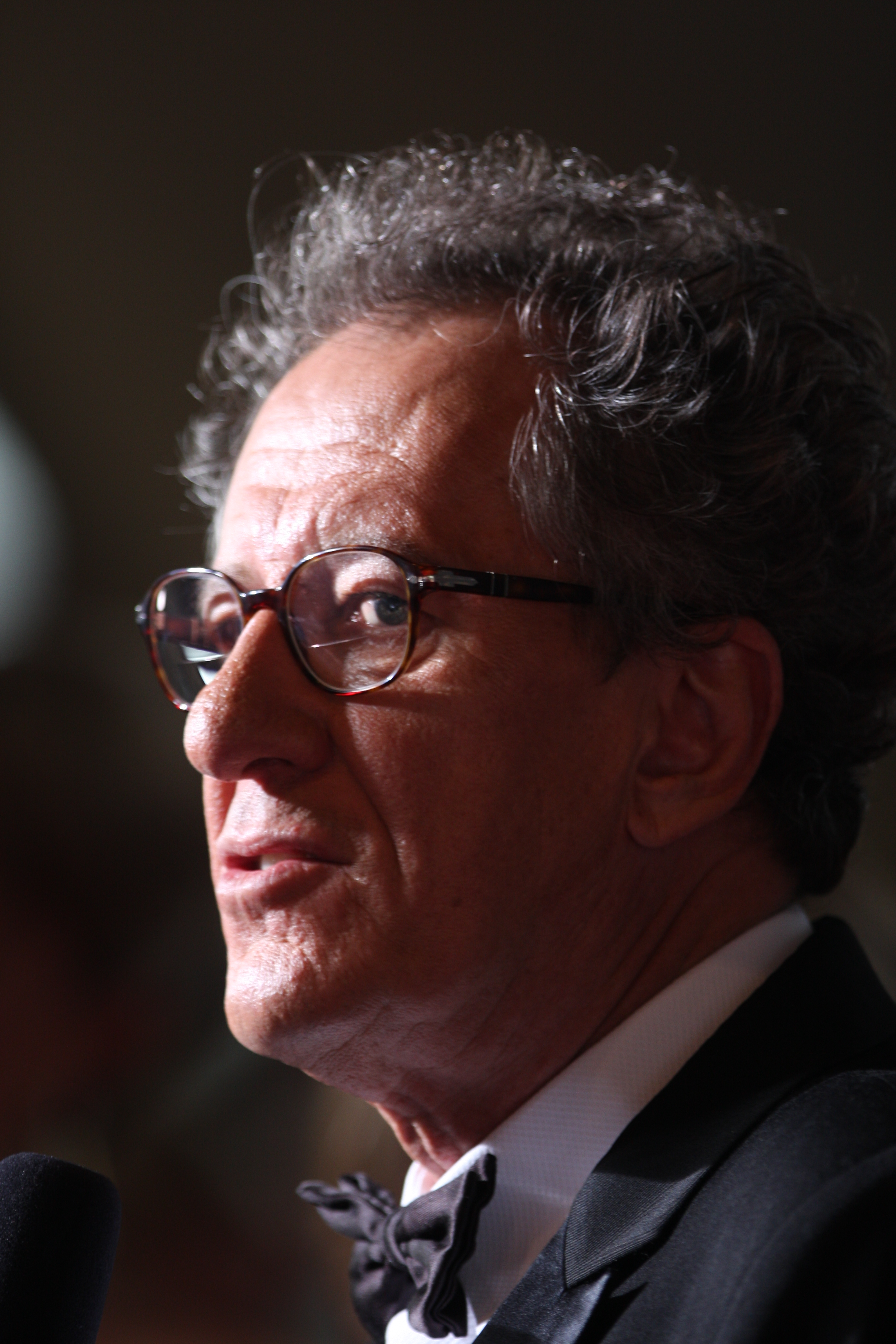
Geoffrey Rush, Australijczyk Roku 2012

Australijczyk Roku (ang. Australian of the Year) – doroczna nagroda społeczna przyznawana w Australii od 1960 roku, jako część obchodów Dnia Australii, jednego z głównych świąt państwowych, obchodzonego 26 stycznia. Gala wręczenia nagród odbywa się tradycyjnie w Canberze w przeddzień tego święta. Nagroda uważana jest za jedną z najbardziej prestiżowych w Australii, choć nie wiążą się z nią żadne gratyfikacje finansowe ani jakiekolwiek inne przywileje. Otrzymujące ją osoby stają się jednak bardzo szybko ważnymi autorytetami publicznymi.
Według organizatorów, nagroda ma za zadanie „doceniać osiągnięcia i wkład wybitnych Australijczyków”. „wskazywać wiodących obywateli, którzy są przykładem dla wszystkich” i którzy „inspirują poprzez swoje osiągnięcia i motywują do własnego wkładu w czynienie Australii lepszą”.

## Historia
Pomysł organizacji nagłośnionego medialnie plebiscytu pojawił się w latach 50. XX wieku w środowiskach pragnących przywrócić obchodom Dnia Australii społeczne zainteresowanie, które zmniejszało się w poprzednich dekadach. W latach 1960–1975 nagroda przyznawana była w Melbourne przez kapitułę złożoną z pięciu osób, zasiadających w niej z urzędu: premiera Wiktorii, Lorda Burmistrza Melbourne, anglikańskiego arcybiskupa Melbourne, wicekanclerza (rektora) University of Melbourne oraz przewodniczącej Narodowej Rady Kobiet. Model ten sprawiał, iż o nagrodzie decydowali w całości prominenci ze stanu Wiktoria, choć dotyczyła ona całego kraju. W efekcie w 1975 nastąpił rozłam i powstanie konkurencyjnej nagrody w Canberze, której nieformalnie patronował rząd federalny Australii. Po czterech latach równoległego działania obu kapituł, zawarto kompromis, w wyniku którego obie nagrody połączono, zaś nadzór nad nimi przejęła Narodowa Rada Dnia Australii, która wprowadziła zupełnie nowy system przyznawania wyróżnień.  

## Kategorie i sposób przyznawania
Obecnie oprócz kategorii głównej (Australijczyk Roku) istnieją trzy kategorie dodatkowe: Młody Australijczyk Roku (od 1979, dla osób w wieku 16–30 lat), Starszy Australijczyk Roku (od 1999, dla osób mających co najmniej 60 lat) i Lokalny Bohater Australii (od 2003, dla osób szczególnie zasłużonych dla społeczności lokalnych).
Zgłosić kandydata do nagrody może każdy, np. za pośrednictwem formularza on-line, przy czym organizatorzy publikują kryteria, które powinni spełniać kandydaci. Następnie odbywa się etap regionalny plebiscytu, podczas którego w każdym stanie i terytorium Australii jury złożone z wybitnych przedstawicieli różnych dziedzin życia wyłania zwycięzców w każdej kategorii dla tego stanu lub terytorium. Następnie wybrane w podobny sposób jury ogólnokrajowe wskazuje zwycięzców federalnych spośród laureatów stanowych i terytorialnych.

## Lista wyróżnionych

### Australijczyk Roku
| rok              | laureat                      | stan/terytorium                          | działalność                                                                    |
| ---------------- | ---------------------------- | ---------------------------------------- | ------------------------------------------------------------------------------ |
| 1960             | Frank Macfarlane Burnet      | Wiktoria                                 | laureat Nagrody Nobla w dziedzinie medycyny                                    |
| 1961             | Joan Sutherland              | Nowa Południowa Walia                    | śpiewaczka operowa                                                             |
| 1962             | Jock Sturrock                | Wiktoria                                 | żeglarz                                                                        |
| 1963             | John Carew Eccles            | Wiktoria                                 | laureat Nagrody Nobla w dziedzinie medycyny                                    |
| 1964             | Dawn Fraser                  | Nowa Południowa Walia                    | pływaczka                                                                      |
| 1965             | Robert Helpmann              | Australia Południowa                     | aktor, tancerz, choreograf                                                     |
| 1966             | Jack Brabham                 | Nowa Południowa Walia                    | kierowca wyścigowy                                                             |
| 1967             | The Seekers                  | Wiktoria                                 | zespół muzyczny                                                                |
| 1968             | Lionel Rose                  | Wiktoria                                 | bokser                                                                         |
| 1969             | Richard Casey                | Queensland                               | polityk, gubernator generalny Australii                                        |
| 1970             | Norman Thomas Gilroy         | Nowa Południowa Walia                    | duchowny katolicki, pierwszy australijski kardynał                             |
| 1971             | Evonne Goolagong             | Nowa Południowa Walia                    | tenisistka                                                                     |
| 1972             | Shane Gould                  | Nowa Południowa Walia                    | pływaczka                                                                      |
| 1973             | Patrick White                | Nowa Południowa Walia                    | pierwszy australijski laureat Literackiej Nagrody Nobla                        |
| 1974             | Bernard Heinze               | Wiktoria                                 | muzyk, dyrygent                                                                |
| 1975 (Melbourne) | John Warcup Cornforth        | Nowa Południowa Walia                    | laureat Nagrody Nobla w dziedzinie chemii                                      |
| 1975 (Canberra)  | Alan Stretton                | Wiktoria                                 | dowódca akcji ratunkowej po cyklonie „Tracy” (1974)                            |
| 1976             | Edward Dunlop                | Wiktoria                                 | lekarz, przywódca australijskich jeńców w czasie II wojny światowej            |
| 1977 (Melbourne) | Raigh Roe                    | Australia Zachodnia                      | przewodnicząca Związku Kobiet Wiejskich                                        |
| 1977 (Canberra)  | Murray Tyrrell               | Wiktoria                                 | urzędnik państwowy, działacz ekologiczny                                       |
| 1978 (Melbourne) | Galarrwuy Yunupingu          | Terytorium Północne                      | działacz aborygeński                                                           |
| 1978 (Canberra)  | Alan Bond                    | Nowa Południowa Walia                    | przedsiębiorca, sponsor żeglarstwa                                             |
| 1979 (Melbourne) | Harry Butler                 | Australia Zachodnia                      | przyrodnik, działacz ekologiczny                                               |
| 1979 (Canberra)  | Neville Bonner               | Queensland                               | pierwszy aborygeński senator federalny                                         |
| 1980             | Manning Clark                | Australijskie Terytorium Stołeczne       | historyk                                                                       |
| 1981             | John Crawford                | Nowa Południowa Walia                    | ekonomista                                                                     |
| 1982             | Edward Williams              | Queensland                               | przewodniczący Komitetu Organizacyjnego Igrzysk Wspólnoty Narodów w Brisbane   |
| 1983             | Robert de Castella           | Australijskie Terytorium Stołeczne       | biegacz-maratończyk                                                            |
| 1984             | Lowitja O’Donoghue           | Australia Południowa                     | działaczka aborygeńska                                                         |
| 1985             | Paul Hogan                   | Nowa Południowa Walia                    | aktor                                                                          |
| 1986             | Dick Smith                   | Nowa Południowa Walia                    | przedsiębiorca, pasjonat lotnictwa, filantrop                                  |
| 1987             | John Farnham                 | Wiktoria                                 | piosenkarz i muzyk                                                             |
| 1988             | Kay Cottee                   | Nowa Południowa Walia                    | żeglarka                                                                       |
| 1989             | Allan Border                 | Nowa Południowa Walia                    | krykiecista                                                                    |
| 1990             | Fred Hollows                 | Nowa Południowa Walia                    | lekarz i działacz humanitarny                                                  |
| 1991             | Peter Hollingworth           | Wiktoria                                 | duchowny anglikański, działacz społeczny                                       |
| 1992             | Mandawuy Yunupingu           | Terytorium Północne                      | muzyk i działacz aborygeński                                                   |
| 1994             | Ian Kiernan                  | Nowa Południowa Walia                    | działacz ekologiczny                                                           |
| 1995             | Arthur Boyd                  | Nowa Południowa Walia                    | artysta malarz                                                                 |
| 1996             | John Yu                      | Nowa Południowa Walia                    | lekarz pediatra, dyrektor szpitala dziecięcego                                 |
| 1997             | Peter Doherty                | Queensland                               | laureat Nagrody Nobla w dziedzinie medycyny                                    |
| 1998             | Cathy Freeman                | Queensland                               | lekkoatletka                                                                   |
| 1999             | Mark Taylor                  | Nowa Południowa Walia                    | krykiecista                                                                    |
| 2000             | Gustav Nossal                | Wiktoria                                 | lekarz immunolog, działacz społeczny                                           |
| 2001             | Peter Cosgrove               | Nowa Południowa Walia                    | generał, dowódca sił pokojowych w Timorze Wschodnim                            |
| 2002             | Patrick Rafter               | Queensland                               | tenisista                                                                      |
| 2003             | Fiona Stanley                | Australia Zachodnia                      | lekarz epidemiolog                                                             |
| 2004             | Steve Waugh                  | Nowa Południowa Walia                    | krykiecista                                                                    |
| 2005             | Fiona Wood                   | Australia Zachodnia                      | chirurg plastyczna, specjalistka leczenia oparzeń                              |
| 2006             | Ian Frazer                   | Queensland                               | lekarz immunolog, wynalazca szczepionki na raka szyjki macicy                  |
| 2007             | Tim Flannery                 | Nowa Południowa Walia                    | przyrodnik, badacz zmian klimatu                                               |
| 2008             | Lee Kernaghan                | Queensland                               | muzyk country                                                                  |
| 2009             | Michael Dodson               | Australijskie Terytorium Stołeczne       | prawnik, działacz aborygeński                                                  |
| 2010             | Patrick McGorry              | Wiktoria                                 | lekarz psychiatra, ekspert w zakresie zdrowia psychicznego młodzieży           |
| 2011             | Simon McKeon                 | Wiktoria                                 | działacz społeczny                                                             |
| 2012             | Geoffrey Rush                | Wiktoria                                 | aktor                                                                          |
| 2013             | Ita Buttrose                 | Nowa Południowa Walia                    | dziennikarka i przedsiębiorca                                                  |
| 2014             | Adam Goodes                  | Nowa Południowa Walia                    | zawodnik futbolu australijskiego                                               |
| 2015             | Rosie Batty                  | Wiktoria                                 | działaczka społeczna                                                           |
| 2016             | David Morrison               | Australijskie Terytorium Stołeczne       | generał, emerytowany dowódca Australian Army                                   |
| 2017             | Alan Mackay-Sim              | Queensland                               | naukowiec (biomedycyna) specjalizujący się w leczeniu urazów rdzenia kręgowego |
| 2018             | Michelle Simmons             | Nowa Południowa Walia                    | naukowiec specjalizująca się w zagadnieniach mechaniki kwantowej               |
| 2019             | Craig Challen Richard Harris | Australia Zachodnia Australia Południowa | nurkowie jaskiniowi uczestniczący w akcji ratunkowej w jaskini Tham Luang      |
| 2020             | James Muecke                 | Australia Południowa                     | chirurg okulista, założyciel Sight for All                                     |
| 2021             | Grace Tame                   | Tasmania                                 | rzecznik ofiar napaści na tle seksualnym                                       |
| 2022             | Dylan Alcott                 | Wiktoria                                 | paraolimpijczyk, rzecznik praw osób niepełnosprawnych                          |